# Palazzo Pompei
Palazzo Pompei è un edificio rinascimentale situato sul lungadige Porta Vittoria a Verona, la cui costruzione venne commissionata dalla famiglia Lavezzola al noto architetto rinascimentale Michele Sanmicheli. Realizzato nel corso del XVI secolo, pochi anni dopo il termine dei lavori venne comprato dalla famiglia Pompei che, intorno al 1830, lo donò all'amministrazione comunale, che vi collocò il museo civico di storia naturale.

## Storia

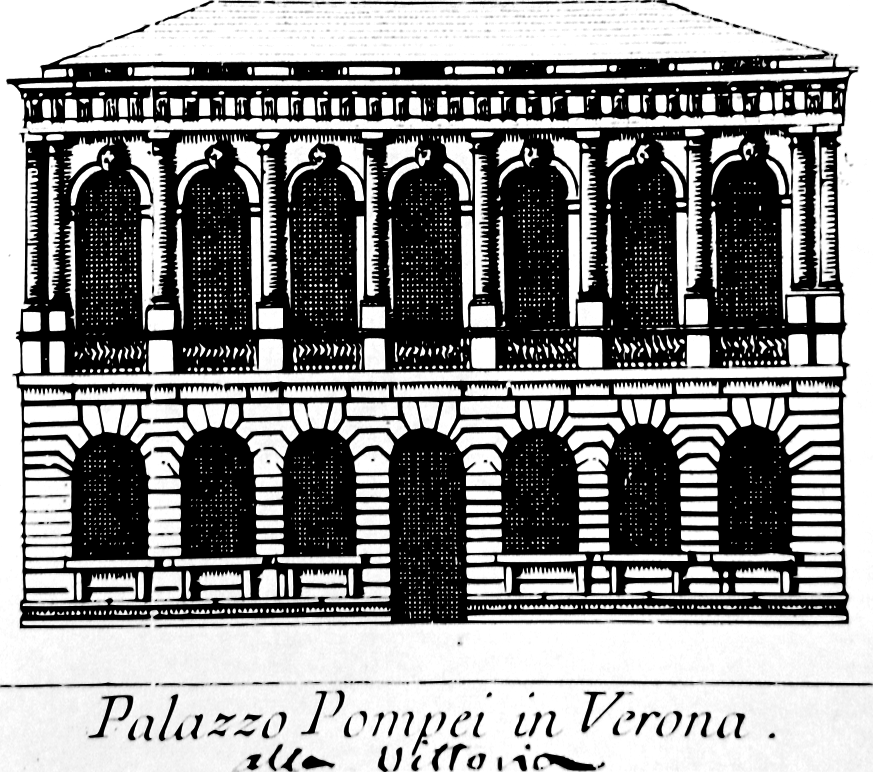
Immagine raffigurante la facciata del palazzo

La costruzione del palazzo nobiliare venne affidata al noto architetto rinascimentale veronese Michele Sanmicheli da Nicolò (o Alberto, fondatore dell'Accademia Filarmonica) Lavezzola, e fu probabilmente portata a termine tra il 1535 e il 1540. L'edificio venne successivamente acquistato dalla famiglia Pompei, tanto che sarebbe divenuto la residenza di Alessandro Pompei, il più illustre componente della casata e tra i massimi studiosi dell'architettura neoclassica in ambito veronese, autore dei porticati del museo lapidario maffeiano e della dogana di San Fermo. Il Pompei fu pure l'autore di due grandi tavole contenenti pietre e marmi cavati nel veronese, accuratamente classificati, che andarono ad arricchire il palazzo ma poi andate disperse.
Intorno al 1830 l'edificio fu donato dai proprietari, Alessandro e Giulio Pompei, al Comune di Verona a causa dell'estinzione della casata; con l'occasione l'Amministrazione acquisto anche l'edificio che lo fiancheggia, appartenente ai marchesi Carlotti. Il complesso venne quindi restaurato in modo da poter ospitare il museo civico di storia naturale, mentre la collezione dei precedenti proprietari, che tra le varie opere contava anche un dipinto di Albrecht Dürer, fu spostata ed esposta presso il museo di Castelvecchio.

## Descrizione

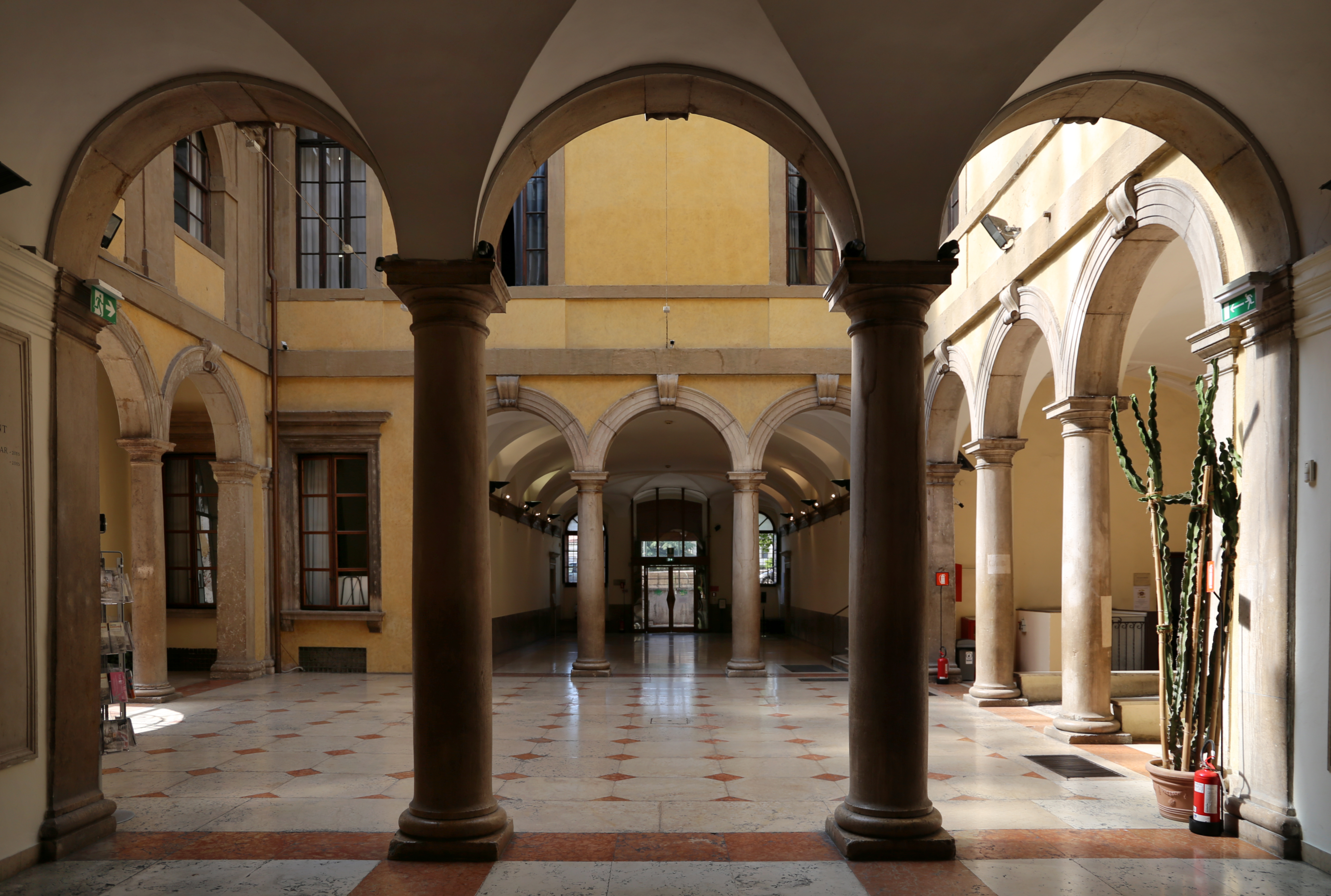
Il cortile d'onore del palazzo, porticato su tutti e quattro i lati

Il palazzo presenta una facciata semplice ma elegante, disposta su due livelli: il piano terra a bugnato rustico e il piano nobile caratterizzato dagli elementi stilistici dell'ordine dorico. Il secondo livello, racchiuso tra i due pilastri d'angolo, è ritmato da otto colonne scanalate, tra le quali si aprono sette grandi finestre con balaustre e mascheroni sulla chiave di volta. A chiudere il prospetto un alto cornicione che, insolitamente, presenta triglifi senza cimasa.
All'interno l'asse centrale divide in due parti quasi simmetriche la pianta dell'edificio, che si contraddistingue per il cortile quadrato circondato sui quattro lati da un colonnato, a cui si giunge da un vestibolo d'ingresso, alla cui sinistra si trova una scala monumentale che permetto l'accesso al piano nobile.
L'edificio presenta oggi al suo interno il percorso di visita del museo civico di storia naturale con sedici sale espositive, la biblioteca, i laboratori, i depositi delle preziose collezioni naturalistiche veronesi e gli uffici direttivi.